# カトリック本原教会
カトリック本原教会（カトリックもとはらきょうかい）は、長崎県長崎市にある、キリスト教（カトリック）の聖堂。
フランシスコ会が、カトリック長崎大司教区より司牧の委託を受けている。聖堂は円型。

## 概要
管轄地域は長崎市の三原全域、大手町のうち丸善団地管内、西山台、西山、三川町である。当地域の信徒はもともと浦上四番崩れの生き残りの子孫で信仰が篤く、教会活動も活発である。
毎年復活の主日から10週間後の「キリストの聖体」の祝日に行われる、主日ミサ後に裏手にある一本木山（通称・マリアの山）までの聖体行列が当教会のメインイベントとなっている。
かつては一本木山にある野外聖堂兼フランシスコ会司祭の納骨堂にてミサが捧げられたが、信徒の高齢化に伴い2010年代からは聖堂でのミサの後聖体行列を行う流れに変更されている。

## 沿革[1]
- 1952（昭和27）年2月6日、従来浦上小教区に属していた本原3丁目クラブを山口司教が聖別し、聖パウロ三木に捧げて仮聖堂とした。
- 1959（昭和34）年6月13日、かねてから長崎で宣教活動中のフランシスコ会が長崎修道院を現在地に設立すると共に、仮聖堂もこの地に移転した。
- 1960（昭和35）年11月1日、本原小教区が新設され、その司牧がフランシスコ会に委託された。
- 1962（昭和37）年5月20日、現聖堂が落成し、山口大司教により、献堂・祝別された。

## ミサの時間

### 主日ミサ
- 土曜：19:00～
- 日曜：①7:00～　②9:00～
  - 二番ミサのみ聖歌隊あり。

### 週日ミサ
- 6:00～
  - 5:40からミサ前の祈りが始まる。祈りは聖務日課。